# Serra da Adiça
A Serra da Adiça (antigamente também conhecida por Serra da Adissa) é uma elevação de Portugal Continental, com 584 metros de altitude no Pico das Escovas. Situa-se no Baixo Alentejo, sendo o ponto mais alto do distrito de Beja,na transição entre os concelhos de Moura e Serpa.
Em 1747 situava-se na freguesia de São Pedro da Adiça, de onde tomou o nome, no termo da vila de Moura, Comarca da cidade de Beja, Arcebispado de Évora, Província do Alentejo. Tinha de largo légua e meia, e duas de comprido até à Serra de Ficalho, onde acaba. Lançava esta serra um braço, chamado Serra da Abelheira.O clima era geralmente cálido no Estio, e frio no Inverno.
Era esta serra revestida de mato rasteiro e alto, que roçavam os moradores dos lugares vizinhos, para semearem trigo, cevada e centeio, que produzia em abundância. Criavam-se nela muitos gados grossos e miúdos, de lã e pelo, e do mesmo modo caça grossa e miúda, de veados, javalis, corças, coelhos, perdizes, lobos, raposas e outros bichos. Entre as ervas medicinais que nela se acham, são mais comuns a norça, proveitosa nos flatos uterinos, e ourival, a qual é de qualidade purgativa.
Distante um quarto de légua de Ficalho havia uma cova chamada da Adiça, cujo nome lhe dá a serra. Tinha esta cova ao princípio bastante largura, formando-se à maneira de uma grande casa. Nela se via um buraco, ou fojo, pelo qual apenas caberia um homem, não se sabendo onde ia sair. A pouca distância se vai este fojo dividindo em pequenos seios, ou concavidades mais pequenas, as quais vão dar a uma fonte de bastante água, de que se aproveitam os pastores, caçadores, e as pessoas que fazem searas nesta serra. Nesta cova habitaram antigamente monges solitários, segundo afirmava a constante tradição, que na época se conservava viva entre os vizinhos deste monte. E no ano de 1727 faleceu na freguesia de São Pedro da Adiça um monge, que nesta cova habitava, por nome António da Madre de Deus, deixando nome de virtuoso, e neste conceito foi sempre tido enquanto viveu.